# 7167 Laupheim
7167 Laupheim este un asteroid din centura principală de asteroizi.

## Descriere
7167 Laupheim este un asteroid din centura principală de asteroizi. A fost descoperit pe 12 octombrie 1985 la Observatorul Palomar de Carolyn S. Shoemaker și Eugene M. Shoemaker. Asteroidul prezintă o orbită caracterizată de o semiaxă mare de 3,13 ua, o excentricitate de 0,21 și o înclinație de 23,5° în raport cu ecliptica.